# Distelsee
Distelsee là một hồ trên núi cao trong bang Valais, Thụy Sĩ. Nó nằm ở độ cao 2587 m, bên dưới Brudelhorn. Diện tích bề mặt của nó là 4,8 ha.